# Grote vierslippige aardster
De grote vierslippige aardster (Geastrum fornicatum) is een schimmel in de familie Geastraceae. Hij leeft saprotroof op droge, humusrijke, zandige bodem (oppervlakkig ontkalkt duinzand, rivierduin, zandige löss) met een dikke strooisel- of humuslaag, in brandnetelrijke (Urtica dioica) loofbossen onder Es (Fraxinus excelsior), Eik (Quercus) en Iep (Ulmus).

## Kenmerken
De grote vierslippige aardster is een grote tot middelgrote nestaardster met een gesteeld, meestal donker bolletje. Het bolletje heeft een apophyse (uitzakking aan de onderzijde van het bolletje) en een gewimperde mondzone zonder hof of ringvoor. Zeer kenmerkend zijn de vier slippen die bijna recht naar beneden wijzen en met de punten vastgehecht zijn aan de als een bekertje in de grond achterblijvende zwamvloklaag (het “nest”). Ongeopende vruchtlichamen groeien (half) ondergronds en zijn bolvormig, met vastgegroeide aarde en 20-45 mm breed.

## Vergelijkbare soorten
De vierslippige aardster (G. quadrifidum) is eveneens een nestaardster en onderscheidt zich door zijn kleinere formaat en een scherp begrensde mondzone met hof en ringvoor. Als de grote vierslippige aardster is losgeraakt van het nest is verwarring mogelijk met de forse aardster (G. coronatum) en met de roze aardster (G. rufescens), maar deze soorten hebben vastgegroeide aarde aan de onderzijde der slippen en altijd meer dan vier slippen die bovendien niet recht naar beneden staan. Soms blijft bij de gewimperde aardster (G. fimbriatum) de zwamvloklaag in de bodem achter als bij een nestaardster, maar de gewimperde aardster is veel kleiner en lichter gekleurd en heeft een volkomen ongesteeld bolletje.

## Ecologie
De grote vierslippige aardster (Geastrum fornicatum) is een echte loofbossoort met een voorkeur voor plaatsen met een dikke strooisel- of humuslaag en vrij voedselrijke omstandigheden. De soort komt steeds voor op vrij zandige bodem (zandige löss, ondiep ontkalkt duinzand, rivierduin) en staat vaak onder es, iep of eik. Soms staat de soort ook op sterk vermolmd hout in holle bomen.

## Verspreiding
In Europa komt de grote vierslippige aardster voor van de Middellandse Zee noordwaarts tot de 60e breedtegraad (Ierland, Wales, Engeland, Zuid-Noorwegen, Zuid-Zweden, Litouwen), vooral in gebieden met continentaal klimaat. 
De soort is in Nederland zeer zeldzaam en komt vooral voor in de binnenduinrand en in Zuid-Limburg, en ook wel op oude beboste rivierduinen. Verspreid zijn nog enkele andere vondsten, steeds in bos. Opgaven van voor 1950 betroffen vaak de vierslippige aardster (G. quadrifidum). De grote vierslippige aardster is ook zeer zeldzaam in België.